# Ли Џе-мјунг
Ли Џе-мјунг (кореј. 이재명; Андонг, 22. децембар 1964) је јужнокорејски адвокат и политичар, председник Јужне Кореје од 4. јуна 2025. године. Претходно је био члан Народне скупштине за Кјеџенаг Б од 2022. до 2025. године. Од 2018 до 2021. био је гувернер провинције Кјонги-до и лидер Демократске партије Кореје од 2022. до 2025. године. Ли је био кандидат Демократске странке на председничким изборима у Јужној Кореји 2022. године, као и на председничким изборима у Јужној Кореји 2025. године, на којима је победио.
Рођен у сиромашној породици у Андонгу, Ли је постао фабрички радник након основне школе и постао је инвалид због повреда на раду. Ли је стекао дипломе еквивалентне средњој школи и студирао је на Универзитету Чунг-Анг, где је стекао диплому права 1986. године. Као адвокат за људска права и рад, Ли се организовао са Минбјуном и залагао се за отварање нове болнице у Сонгнаму.
Ли је ушао у политику 2005. године и безуспешно се кандидовао на неколико избора. Изабран је за градоначелника Сонгнама 2010. године и поново изабран 2014. године. Поднео је оставку 2018. године због успешне кандидатуре за гувернера провинције Кјонги-до. Ли се кандидовао за председника 2022. године, освојивши страначку номинацију, али је тесно изгубио од Јун Сук Јола на општим изборима.
У јануару 2024. године, Ли је преживео покушај атентата. Касније, у новембру, осуђен је за кршење Закона о избору јавних званичника лажно поричући своју везу са Ким Мун-кијем, бившим руководиоцем Корпорације за развој Сонгнама, током своје председничке кампање 2022. године. Међутим, одлука је поништена након жалбе, што му је омогућило да се поново кандидује за јавну функцију. Током кризе ванредног стања у Јужној Кореји 2024. године, Ли је привукао међународну пажњу пењањем на ограду зграде Народне скупштине и документовањем догађаја у преносу уживо. Након тога је одиграо велику улогу у вођењу поступка за опозив против Јуна. Након што је Уставни суд Кореје окончао Јунов председнички мандат, Ли је покренуо нову кампању за председничке изборе 2025. године.

## Младост
Ли је рођен 22. децембра 1964. у Андонгу, као пето од седморо деце. Одрастао је у сиромаштву.
Као дете, радио је илегално у фабрици гуме јер није био довољно стар за рад. Повредио је прст током несреће на раду. У другој повреди на раду, индустријска преса му је згњечила зглоб ручног зглоба. Повреда није лечена и изазвала је инвалидитет у руци. Регистрован је као особа са инвалидитетом.
Студирао је на Универзитету Чунг-Анг и Универзитету Гачон. Након дипломирања постао је адвокат. Године 1991. оженио се Ким Хје-кјунг. Имају двоје деце.

## Политичка каријера
Дана 23. августа 2005. године, Ли се придружио тада владајућој Ури странци, претходници Демократске странке Кореје, и објавио је своју кандидатуру за градоначелника Сонгнама. Кандидовао се на локалним изборима 2006. године, али је поражен са 23,75% гласова због лошег јавног мњења о Ури странци и Ноовој администрацији у то време.
На председничким изборима 2007. године, Ли Џе-мјунг је био виши заменик шефа канцеларије председничког кандидата Чунг Донг-јанга из Велике уједињене демократске нове странке. На општим изборима 2008. године, пријавио се за номинацију у изборној јединици Сонгнам Јунгвон А, али га је на примарним изборима поразио Чо Сунг-џун, и номинован је у изборној јединици Сонгнам Бунданг А. Међутим, Ли је претрпео још један пораз са 33% гласова под тешким околностима, јер је изборна јединица била традиционално упориште супротстављене странке која је управо победила на председничким изборима под Ли мјунг-баком.
Након избора 2008. године, Ли је служио као заменик портпарола Демократске странке на захтев лидера Демократске странке Чунг Се-кјуна.

### Градоначелник Сонгнама (2010—2018)
У свом инаугурационом говору као 19. градоначелник Сонгнама, изјавио је: „Неће бити лако направити нови корак у Сонгнаму. Ако је тешко, хајде да направимо паузу. Хајде да се бринемо једни о другима и осмехујемо се, корак по корак. Можемо то да урадимо. Хајде да истакнемо Сонгнам, где су грађани лидери, грађани су срећни, и наш Сонгнам, где су могућности једнаке.” Почео је пресељењем канцеларије градоначелника у ужи простор након што је дозволио да бивша канцеларија градоначелника, која је изазвала контроверзе око свог луксуза, постане књижара.
Такође је прогласио мораторијум на трошење и отплату дуга на својој првој конференцији за новинаре, због тога што је град био у великим дуговима (иако дуг никада није активно наплаћен). Први од њих био је дуг од 520 милијарди вона Министарству земљишта, инфраструктуре и транспорта због изградње пројекта Панђо; након тога је покушао да поново преговара о дугу и отплатио га је великим износом општинских обвезница. Такође је привукао пажњу због активног коришћења друштвених медија, као што су Твитер и Фејсбук, често изражавајући своје ставове о националним питањима отворено на те две службе. Посебан подухват који је укључивао постављање видео надзора у канцеларији градоначелника стекао је славу, а тврдио је да „многи људи доносе коверте са новцем”.
Такође је реструктурирао и фокусирао се на политику социјалне заштите града. Посебан фокус био је на финансирању Медицинског центра Сонгнам, који је почео да јача. Такође је промовисао бесплатне школске униформе за ученике. Уз то, успоставио је систем „дивиденде за младе”, који делује као облик универзалног основног дохотка за младе грађане.
Поново је изабран на локалним изборима у Јужној Кореји 2014. године, освојивши 55,1% гласова.
Ли је познат по својој одлуци да забрани псеће месо и затвори објекте за клање паса на пијаци Моран. Објекти за клање паса дуго су били предмет жестоке дебате о њиховом моралу, правима животиња и њиховом утицају на животну средину. Године 2016, Ли, заговорник права животиња, потписао је споразум са власницима продавница којим се забрањује излагање и клање живих паса на пијаци. Град је помогао власницима предузећа да пређу на друге послове, али није понудио никакву директну надокнаду за њихово затварање.
Он је оштро критиковао реакцију Парк Гунхје на потонуће брода MV Sewol. Такође је одржао 11-дневни пост као одговор на планове Парк да реорганизује фискалне одговорности локалних власти, што би озбиљно наштетило будистичким групама широм земље, укључујући и оне у Сонгнаму. Док је завршио свој мандат градоначелника града, анкета је показала да је спровео 270 од укупно 287 обећања, укључујући изградњу и проширење медицинског центра Сонгнам, политику дивиденде за младе и програм бесплатних школских униформи. Укупно је имао стопу испуњења обећања од 94,1%.
Неколико политика које је Ли увео, попут дивиденде за младе, постаће његов главни оквир у националној политици.

### Гувернер провинције Кјонги-до (2018—2021)
Након пораза на председничким изборима, Ли се кандидовао за гувернера провинције Којнги-до, која обухвата већи део главног града Сеула и има преко 13 милиона становника, на локалним изборима 2018. године. Победио је на примарним изборима Демократске странке за место гувернера испред блиског савезника Мун Џеина и Џеон Хе-чола, освојивши око 60% гласова и изабран да се кандидује против актуелног гувернера Нам Кјунг-пила. Упркос општим очекивањима тесне трке, Ли је победио Нама са преко 20% разлике, успевши да освоји око 56% гласова. Био је први либерални гувернер Кјонгија-до од Лим Чанг-јеола двадесет година раније.
Ли је добио признања за свој одговор на пандемију КОВИД-19 као гувернер.
У марту 2020. године, када се догодио први талас КОВИД-19 у земљи, након кластера инфекције међу следбеницима Цркве Исуса Шинчонџи, Ли је посетио резиденцију оснивача организације у провинцији Кјонги-дп. Оснивач је одбио да се тестира на КОВИД-19 или да дели евиденцију о присуству црквених догађаја ради праћења контаката. Ли је упозорио оснивача на потенцијалне правне и административне мере и обезбедио сарадњу оснивача.
Ли је такође објавио посебну наредбу да се сви странци који раде у провинцији Кјонги-до тестирају на КОВИД-19. Сеул је објавио сличне политике, али их је променио у препоруке након што се суочио са критикама. Лијева посебна наредба је резултирала проналажењем 329 нових позитивних случајева.
У фебруару 2021. године, годину дана након што је одржан први састанак Централног штаба за катастрофе и безбедност (CDSCH) ради сузбијања пандемије КОВИД-19, откривено је да је Ли присуствовао само трима састанцима, док је просечан број састанака којима су присуствовали покрајински и општински лидери био 68,5. Као одговор, Ли је у априлу 2021. рекао да је своје време ефикасно користио решавајући критичнија питања. Чунг Се-кјун је јавно поделио своју фрустрацију што Ли не би дао такву изјаву да је био добро упознат са напорима владе у сузбијању вируса и вакцинацији јавности.
Током 2021. године, Ли је био делимично у сукобу са централном владом око свог плана да обезбеди средства за помоћ услед катастрофе КОВИД-19 свим становницима провинције Кјонги-до.
Ли је често изјављивао на функцији: „Одржао сам у просеку 95 процената својих предизборних обећања док сам служио јавности” и „Чак и ако бих морао да доживим политички губитак, верујем у колективну интелигенцију јавности и инсистирам на правим стварима како бих постигао резултате. То је мој стил”. Поднео је оставку на место гувернера како би се фокусирао на своју председничку кандидатуру у октобру 2021. године.

### Народна скупштина (2022—тренутно)
Након тесног пораза на председничким изборима исте године, 7. маја 2022. године, Ли је прогласио своју кандидатуру на допунским изборима у Јужној Кореји у јуну 2022. године, кандидујући се за упражњено место у Народној скупштини у округу Инчон Јеђанг. Ли је освојио место на изборима 1. јуна 2022. године. Након тога, 28. августа је изабран за лидера Демократске странке Кореје.

#### Покушај атентата
Дана 2. јануара 2024. године, Ли је избоден ножем у леву страну врата док је држао сесију питања и одговора са новинарима након обиласка градилишта планираног новог аеродрома који се налази на Гадеокду у Бусану. Иако је Ли остао свестан, наставио је да крвари и пребачен је у болницу отприлике 20 минута касније. Нападач, који је носио папирну круну „Ја сам Ли Џе-мјунг”, насрнуо је на Лија након што је затражио аутограм. Нападач је ухапшен на лицу места. Нападач, који је био мушког пола, идентификован је као мушкарац са презименом „Ким” и наводно је рођен 1957. године.
Иако се рана на врату није сматрала опасном по живот, Лијева операција је трајала дуже него што се очекивало, а оштећена је његова југуларна вена што је довело до додатног крварења. Посекотина на врату, која је настала услед ране ножем, утврђена је на приближно 1 центиметар. Док је био у притвору, нападач је признао метрополитанској полицији Бусана да је извршио напад са намером да убије Лија.

#### Политичка криза 2024—2025.
Ли је стекао међународну пажњу 2024. године када је, након што је председник Јун Сук Јол прогласио ванредно стање и покушао да спречи сазивање Народне скупштине уз помоћ војске, ипак наставио да иде у зграду Скупштине. Ли је покренуо пренос уживо на свом Јутјуб каналу, снимајући себе како се пење преко ограде зграде Народне скупштине да би заобишао војно особље. Позвао је људе да се окупе испред зграде Скупштине и да „…наставе да протестују”. Демократска странка је тврдила да је тим за хапшење послат њему, Хан Донг-хуну и Ву Вон-шику, покушавајући да сва тројицу приведе. Ово је потврђено сведочењем заменика директора Националне обавештајне службе (НИС) Хонг Јанг-вона, који је изјавио да је Јун желео да „искористи ову прилику да ухапси [вође опозиције] и уништи их”.
Изјавио је да је мислио да је проглашење ванредног стања, у почетку, била дипфејк. Касније је предводио иницијативу за опозив Јуна, а сам је често протестовао против председника испред зграде Скупштине, тврдећи да је Јун починио издају. Током поступка импичмента, изјавио је да ће „Јун бити опозван, ако то буде данас, за месец дана или за три месеца од сада”. Јуна је коначно опозвала Народна скупштина 14. децембра.
У марту 2025. године, Ли је ослобођен претходне оптужбе за кршење изборног закона од стране јужнокорејског апелационог суда.

## Председничке кампање

### Председнички избори 2017.
Крајем 2016. године, капија Парк Гунхје—Чој Сун-сил је пукла. На низу протеста који су се одржали широм земље, Ли је привукао националну пажњу својим снажним говорима, изјављујући да „председница Парк Гунхје више није наш председник”. На примарним изборима Демократске странке 2017. године заузео је друго место у разним анкетама јавног мњења после Мун Џеина. Званичник из руководства ДС-а изјавио је да „мисли да стопа подршке Ли Џе-мјунгу може порасти и до 20% јер је подршка лојалних бирача Демократске странке веома концентрисана. Такође се очекује да би могао да користи сличну стратегију као Но Мухјон како би значајно ојачао своју подршку у само неколико региона.” Ли је сматран делом прогресивног крила у Демократској странци.
Међутим, како су протести почели да јењавају са опозивом председнице и њеним смењивањем у корист Хванг Кјо-ана, рејтинг одобравања Ли Џе-мјунга, који је био популаран због својих коментара о скандалу, такође је опао. На крају, први председнички избори Ли Џе-мјунга завршили су се тако што је освојио треће место на примарним изборима, са 347.647 гласова. Био је други иза Ан Хи-џунга, који је освојио друго место са 353.631 гласом, и Мун Џеина, који је освојио 936.419 гласова и већину. Наставио је да побеђује Хонг Џун-пјоа, Ан Чол-суа, Ју Сунг-мина и Сим Санг-џунга и победио на председничким изборима.

### Председнички избори 2022.
Ли је објавио своју кандидатуру на председничким изборима 2022. године у јулу 2021. године и нагласио политике које би осигурале једнакост људи свих порекла у земљи и ојачале углед Кореје у иностранству као нације која пружа јавна добра глобалним заједницама. „Налазимо се у времену велике трансформације”, рекао је Ли у телевизијском обраћању одмах након номинације. „Мој први циљ, ако будем изабран за председника, био би да помогнем Кореји да преузме вођство у борби против климатских промена, глобалне пандемије и све брзе технолошке револуције. Мој други циљ био би да помогнем овој нацији да постигне економски раст током овог времена велике борбе. Када је реч о политикама за побољшање благостања и благостања народа, нема левице или деснице; нема идеолошких разлика. Спреман сам да покушам све и свашта ако то значи да људи могу да воде бољи живот.”
Ли је постао кандидат Демократске странке Кореје 10. октобра 2021. године. Ли је освојио већину гласова на примарним изборима и директно се пласирао на председничке изборе без другог круга. У свом говору о прихватању победе, Ли је изразио амбицију да створи нову Републику Кореју кроз реформе и праксу.
На општим изборима, Ли је изгубио од Јун Сук Јола из Народне моћи, 47,8% према 48,6%.

### Председнички избори 2025.
Дана 9. априла 2025. године, пет дана након опозива председника Јун Сук Јола 4. априла, Ли је поднео оставку на место лидера Демократске странке. Најавио је своју кандидатуру за председничке изборе 10. априла.

## Контроверзе
„Неодговорена питања”, телевизијски програм истраживачког новинарства који води Сеулски радиодифузијски систем, емитовао је епизоду у којој се доводе у питање везе између локалне мафијашке организације у Сонгнаму, Лија, и Еун Су-ми, градоначелнице која је наследила Лија.
Током гувернерских избора 2018. године, глумица Ким Бу-сун је известила да је имала аферу са Лијем од 2007. до 2009. године.
2018. године, током гувернерских избора у Кјонгију-до, посланик Џон Хе-чол поднео је жалбу против Твитер налога @08_hkkim због објављивања лажних информација о изборима. Полиција је известила да верује да налог припада Лијевој супрузи. Тужиоци су одбацили случај, наводећи недостатак доказа.

### Истраге и криминалне оптужнице
У јулу 2020. године, Врховни суд је прогласио Лија невиним за кршење закона о кампањи током телевизијске дебате за гувернера покрајине Кјонги-до. У дебати, Ли је негирао да је покушао да прими свог брата у психијатријску болницу. Суд и његови нижи судови су утврдили да је навод тачан. Међутим, позивајући се на слободу изражавања током политичких кампања, Врховни суд је рекао да Ли није „активно” искривљавао чињенице — и стога није прекршио закон о кампањи — када је лагао. Лија је заступало неколико адвоката, укључујући два бивша судије Врховног суда.
Ли Џе-мјунг је у центру истраге о корпоративним донацијама и услугама током његовог мандата градоначелника Сонгнама од 2022. године. Као одговор, опозиција је оптужила владу да покушава да одврати пажњу од њихових неуспеха покретањем истраге против лидера опозиције.
У јануару 2023. године, позван је у тужилаштво на испитивање, што је био први пут да је политичар испитан о кривичном поступку од транзиције земље ка демократији. У фебруару 2023. године, Народна скупштина је одбила захтев тужилаштва за хапшење Лија неочекивано тесним гласањем, при чему је 30 чланова Лијеве странке гласало за тајни предлог.
У марту 2023. године, Ли је оптужен за подмићивање, корупцију, кршење поверења и сукоб интереса. Оптужен је за дослух са групом приватних инвеститора у некретнине када је био градоначелник Сонгнама, како би им помогао да зараде више од 800 милијарди вона од пројекта, док је истовремено граду нанео огромне губитке од скоро 490 милиона вона. Такође је оптужен да је примио или захтевао више од 18 милијарди вона од четири компаније мита за финансирање фудбалског клуба у граду, у замену за услуге у својству градоначелника. Ли је рекао да оптужница „уопште није изненађујућа” и негирао је оптужбе. Тврдио је да је истрага политички мотивисана и да је водила Јунова администрација како би се укинуо политички противник.
У септембру 2023. године, сеулски тужиоци су поднели још један захтев за хапшење Лија због оптужби за корупцију због пружања посебних услуга грађевинском предузетнику у насељу Бекхјон-донг и слања 8 милиона долара Северној Кореји преко групе Сангбангвул. 21. септембра, Народна скупштина, у којој већину имају демократе, одобрила је захтев са 149 гласова за и 136 против, док су десетине чланова његове странке гласале за његово хапшење. Тог дана, министар правде Хан Донг-хун издао је налог за хапшење Лија, што је био историјски први, јер је захтев усвојен током бурне пленарне седнице са 136 посланика који су се противили. Пуштен је на слободу након што је Централни окружни суд у Сеулу одбацио налог за хапшење 27. септембра.
У јуну 2024. године, Ли је поново оптужен за подмићивање у наводној шеми за трансфер средстава Северној Кореји и олакшавање посете Пјонгјангу. Оптужен је да је тражио од компаније за доњи веш да илегално пребаци 8 милиона долара у Северну Кореју између 2019. и 2020. године, током свог мандата као гувернер провинције Кјонги-до, како би омогућио посету. Ли је негирао оптужбе.
Дана 15. новембра 2024. године, Лија је Централни окружни суд у Сеулу осудио за давање лажних изјава током своје председничке кампање 2022. године, кршећи Закон о избору јавних службеника, и добио је једногодишњу условну казну затвора због порицања познанства са Ким Мун-кијем, бившим руководиоцем компаније Seongnam Development Corporation, која је стајала иза корупцијом засићеног развојног пројекта у Сонгнаму. Дана 25. новембра, Лија је исти суд ослободио оптужби за подстицање сведока у повезаном случају да почини кривоклетство. Ли се жалио на пресуду Закона о избору јавних службеника 21. новембра, а 27. марта 2025. године, Високи суд у Сеулу је ослободио Лија.
Дана 24. марта 2025. године, Ли је кажњен са 3 милиона вона (2.043 америчка долара) од стране Централног окружног суда у Сеулу због тога што је по други пут одбио да сведочи у случају Корпорације за развој Сонгнам. Дана 26. марта, Виши суд у Сеулу је поништио Лијеву пресуду за кривоклетство. Дана 28. марта, Ли је поново кажњен са 5 милиона вона (3.407 америчких долара) од стране Централног окружног суда у Сеулу због одбијања да по трећи пут сведочи у случају Корпорације за развој Сонгнам.

## Изборна историја
| Партија                  | Кандидат       | Гласови | %     |
| ------------------------ | -------------- | ------- | ----- |
| Велика национална        | Ли Де-јуп      | 177.531 | 54,0  |
| Ури                      | Ли Џе-мјунг    | 78.059  | 23,8  |
| Демократска              | Џанг Јонг-ха   | 38.144  | 11,6  |
| Демократска лабуристичка | Ким Ми-хи      | 34.909  | 10,6  |
| Укупни гласови           | Укупни гласови | 331.884 | 100,0 |

| Партија           | Кандидат       | Гласови | %     |
| ----------------- | -------------- | ------- | ----- |
| Велика национална | Ко Хонг-гил    | 46.396  | 64,7  |
| УДП               | Ли Џе-мјунг    | 23.822  | 33,2  |
| ПУФП              | Чои Јонг-хван  | 1.455   | 2,0   |
| Укупни гласови    | Укупни гласови | 72.490  | 100,0 |

| Партија           | Кандидат       | Гласови | %     |
| ----------------- | -------------- | ------- | ----- |
| Демократска       | Ли Џе-мјунг    | 201.047 | 51,2  |
| Велика национална | Хванг Јун-ги   | 169.510 | 43,1  |
| Независан         | Ли Де-јуп      | 22.360  | 5,7   |
| Укупни гласови    | Укупни гласови | 397.878 | 100,0 |

| Партија        | Кандидат       | Гласови | %     |
| -------------- | -------------- | ------- | ----- |
| NPAD           | Ли Џе-мјунг    | 239.685 | 55,1  |
| Саенури        | Шин Јонг-су    | 191.749 | 44,0  |
| Нова политика  | Хео Џе-ан      | 3.901   | 0,9   |
| Укупни гласови | Укупни гласови | 448.996 | 100,0 |

| Партија        | Кандидат       | Гласови   | %     |
| -------------- | -------------- | --------- | ----- |
| Демократска    | Ли Џе-мјунг    | 3.370.621 | 56,4  |
| Кореја слободе | Нам Кјунг-пил  | 2.122.433 | 35,5  |
| Бареунмирае    | Ким Јанг-хван  | 287.504   | 4,8   |
| Правда         | Ли Хонг-во     | 151.871   | 2,5   |
| Минјунг        | Хонг Сунг-кју  | 43.098    | 0,7   |
| Укупни гласови | Укупни гласови | 5.975.527 | 100,0 |

| Партија                          | Кандидат       | Гласови    | %      |
| -------------------------------- | -------------- | ---------- | ------ |
| Народна моћ                      | Јун Сук Јол    | 16.394.815 | 48,56  |
| Демократска                      | Ли Џе-мјунг    | 16.147.738 | 47,83  |
| Правда                           | Сим Санг-џунг  | 803.358    | 2,38   |
| Национална револуционарна        | Хах Кјунг-јанг | 281.481    | 0,83   |
| Прогресивна                      | Ким Џе-јеон    | 37.366     | 0,11   |
| Наша републиканска               | Чо Вон-џин     | 25.972     | 0,08   |
| Основни приход                   | Ох Јун-хо      | 18.105     | 0,05   |
| Корејски таласни савез           | Ким Мин-чен    | 17.305     | 0,05   |
| Корејска унификација             | Ли Гјонг-хи    | 11.708     | 0,03   |
| Лабуристичка                     | Ли Баек-јун    | 9.176      | 0,03   |
| Нова либерална демократска унија | Ким Гјонг-џе   | 8.317      | 0,02   |
| Саенури                          | Ок ун-хо       | 4.970      | 0,01   |
| Укупни гласови                   | Укупни гласови | 33.760.311 | 100,00 |

| Партија        | Кандидат       | Гласови | %     |
| -------------- | -------------- | ------- | ----- |
| Демократска    | Ли Џе-мјунг    | 44.289  | 55,24 |
| Народна моћ    | Јон Хјонг-сеон | 35.886  | 44,75 |
| Укупни гласови | Укупни гласови | 80.175  | 100,0 |

| Партија          | Кандидат       | Гласови | %     |
| ---------------- | -------------- | ------- | ----- |
| Демократска      | Ли Џе-мјунг    | 48.365  | 54,12 |
| Народна моћ      | Вон Хи-рјонг   | 40.616  | 45,45 |
| Сутра, будућност | Чои Чанг-вон   | 372     | 0,41  |
| Укупни гласови   | Укупни гласови | 89.354  | 100,0 |

## Дела
- Lee Jae-myung (20. 2. 2010).  고난을 통해 희망을 만들다 [Make hope through hardship] (на језику: корејски). Seoul: Cheongdonggeoul. ISBN 978-89-5749-128-7.

- ——— (20. 2. 2014).  오직 민주주의, 꼬리를 잡아 몸통을 흔들다 [Only democracy, Grab the tail and shake the body] (на језику: корејски). Paju: LeeBook. ISBN 978-89-97496-21-1.

- ——— (20. 1. 2017).  이재명, 대한민국 혁명하라 [Lee Jae-myung, Revolutionize Korea] (на језику: корејски). Seoul: Medici Media. ISBN 979-1-157-06077-1.

- ———; Seo Hae-seong (3. 2. 2017).  이재명의 굽은 팔 [Lee Jae-myung's curved arm] (на језику: корејски). Paju: Gimm-Young Publishers. ISBN 978-89-349-7719-3.

- ——— (7. 2. 2017).  이재명은 합니다 [Lee Jae-myung Do] (на језику: корејски). Seoul: Wisdom House. ISBN 978-89-6086-325-5.

- ———; Cho Jung-mi (17. 10. 2018).  나의 소년공 다이어리 [My factory boy's diary] (на језику: корејски) (1st изд.). Bucheon: Fandom Books. ISBN 979-1-161-69058-2.

## Спољашне везе
- Медији везани за чланак Ли Џе-мјунг на Викимедијиној остави